# Missael Espinoza
Eduardo Missael Espinoza Padilla (Tepic, 12 de abril de 1965) é um ex-futebolista mexicano que disputou a Copa do Mundo FIFA de 1994 por seu país. Em clubes, ele se destacou no Monterrey, onde teve duas passagens (a primeira entre 1984 e 1993 e a última entre 2004 e 2005, quando terminou a carreira).